# Catherine Colonna

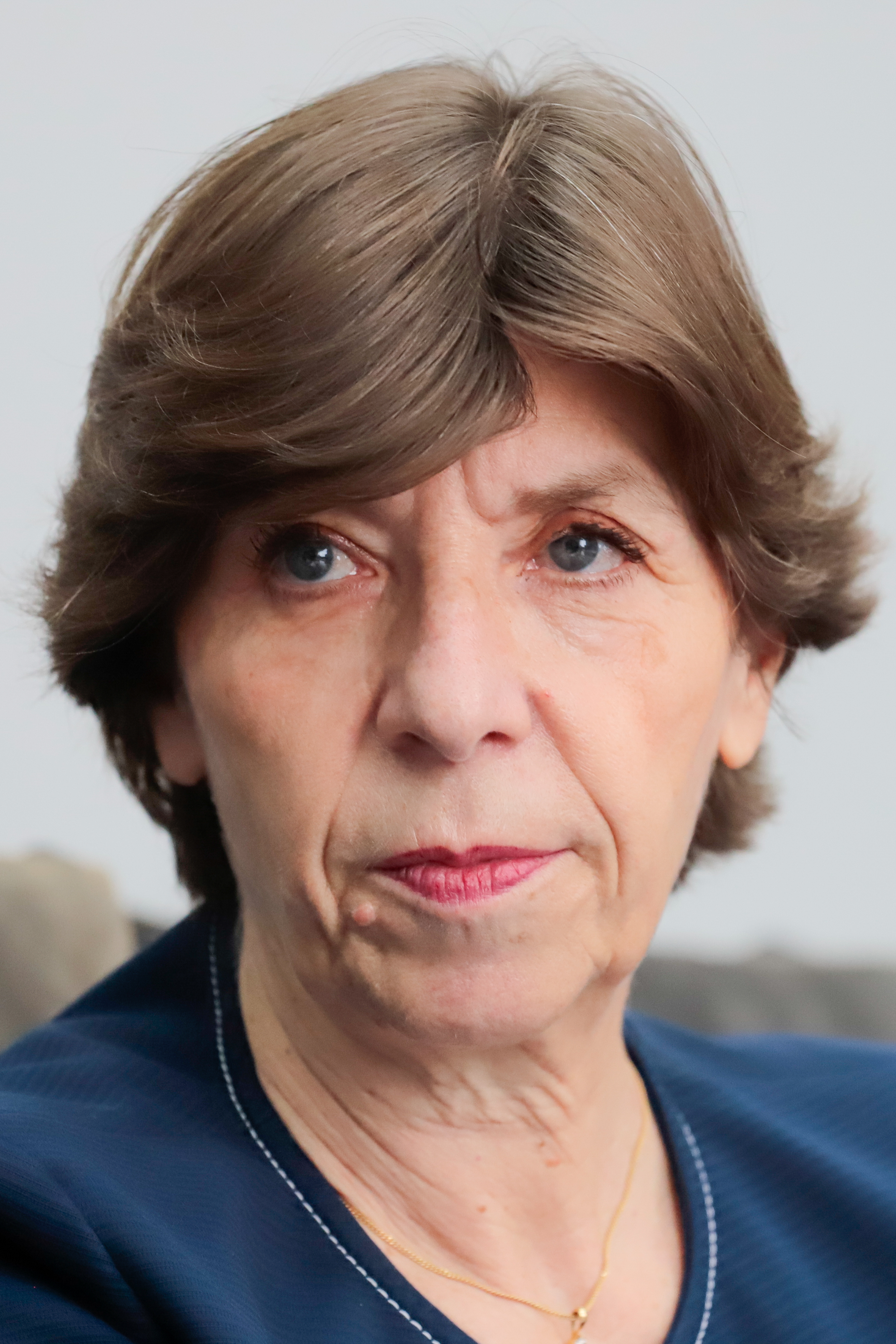
Catherine Colonna (2023)

Catherine Colonna (* 16. April 1956 in Saint-Symphorien (Tours), Département Indre-et-Loire) ist eine französische Diplomatin und parteilose Politikerin. Sie war von Mai 2022 bis Januar 2024 Außenministerin Frankreichs. Zuvor war sie beigeordnete Ministerin für europäische Angelegenheiten (2005–2007) sowie Botschafterin in Italien (2014–2017), bei der OECD (2017–2019) und im Vereinigten Königreich (2019–2022).

## Werdegang
Catherine Colonna wurde als Tochter eines Landwirts korsischer Herkunft geboren. Neben einem höheren Abschluss (DEA) in öffentlichem Recht hat Colonna Diplome des Institut d’études politiques de Paris (Sciences Po) und der Verwaltungshochschule ENA. 1983 trat sie in den auswärtigen Dienst ein und begann ihre berufliche Karriere als Diplomatin an der französischen Botschaft in Washington in der Abteilung für Presse und Information. Von 1986 bis 1988 arbeitete sie in der Abteilung für Rechtsfragen des Außenministeriums.
Dann ließ sie sich für ein Jahr als Fachberaterin zum Minister für Ausrüstung und Wohnungswesen Maurice Faure abordnen. Ins Außenministerium zurückgekehrt, war sie im Zentrum für Analysen und Prognosen tätig, bevor sie 1990 in die Abteilung für Kommunikation und Information wechselte. Unter dem Außenminister Alain Juppé und dessen Stabschef Dominique de Villepin wurde sie 1993 zur stellvertretenden Pressesprecherin des Ministeriums ernannt.
Mit seinem Einzug in den Präsidentenpalast 1995 berief Jacques Chirac Catherine Colonna als seine Pressesprecherin an seine Seite. Als sie mehr als neun Jahre später den Wunsch äußerte, aus dieser Funktion verabschiedet zu werden, wurde ihr das Amt der Leiterin des Centre national de la cinématographie angetragen, das sie von September 2004 an bekleidete. In dieser Funktion war sie auch Vizepräsidentin der Internationalen Filmfestspiele von Cannes.
Mit der Kabinettsumbildung im Juni 2005 infolge der Ablehnung der Europäischen Verfassung per Referendum übernahm sie im Kabinett de Villepin das Amt der beigeordneten Ministerin für europäische Angelegenheiten (unter Außenminister Philippe Douste-Blazy). Dieses hatte sie bis zum 15. Mai 2007 inne.
Am 26. März 2008 wurde sie zur französischen Botschafterin bei der UNESCO ernannt. Seit dem 20. Mai 2008 ist sie ehrenamtlich Mitglied des Vorstandes der neu gegründeten Fondation Jacques Chirac pour le développement durable et le dialogue des cultures (deutsch: Jacques-Chirac-Stiftung für nachhaltige Entwicklung und Dialog der Kulturen). Von 2010 bis 2014 arbeitete sie für die Unternehmensberatung Brunswick in Paris. Daneben war sie Vorsitzende des Verwaltungsrats der École du Louvre.

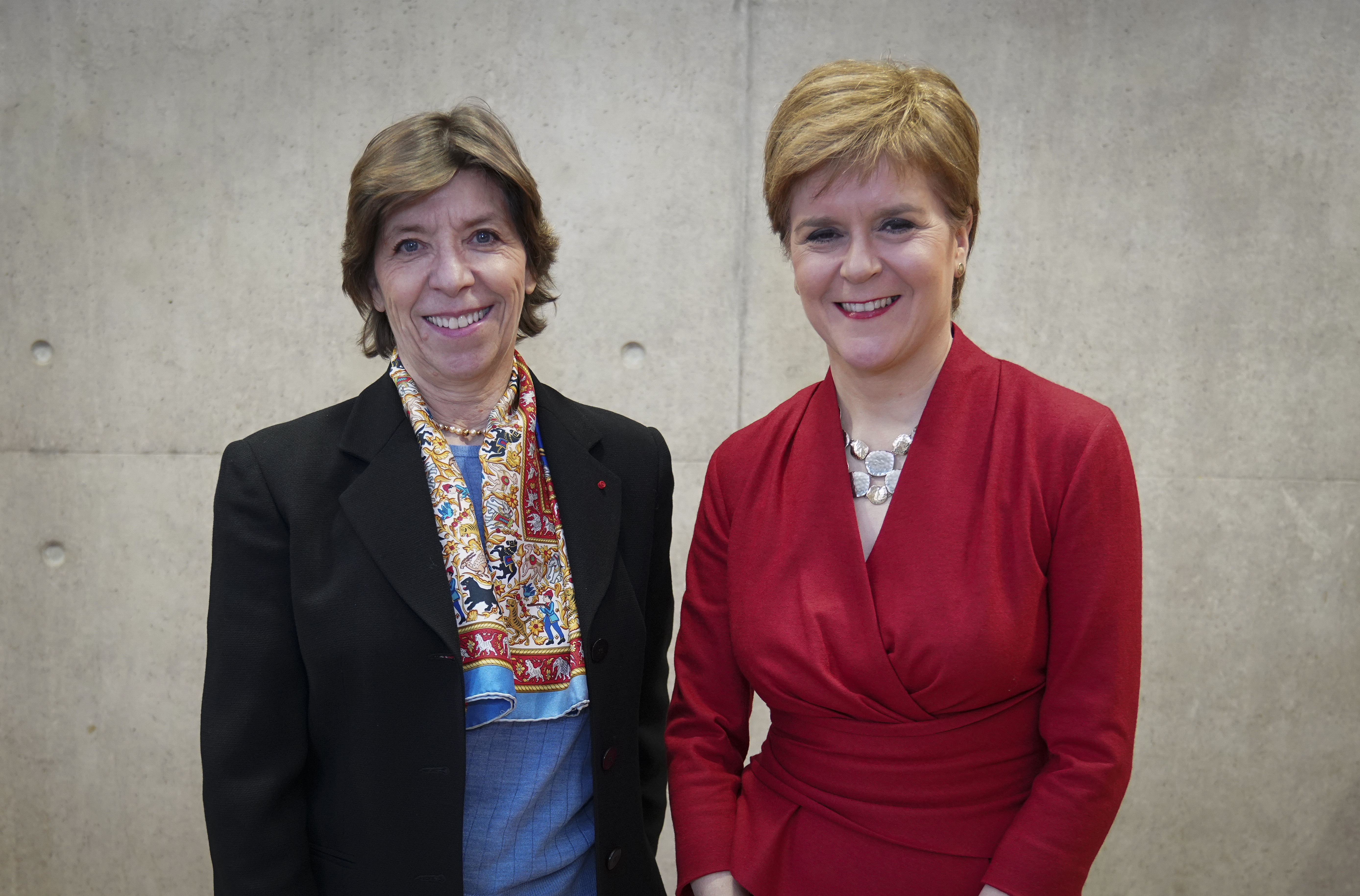
Colonna mit der schottischen Regierungschefin Nicola Sturgeon (2020)

Von 2014 bis Anfang September 2017 war sie französische Botschafterin in Italien. Anschließend amtierte sie zwei Jahre als Ständige Vertreterin Frankreichs bei der Organisation für wirtschaftliche Zusammenarbeit und Entwicklung (OECD) in Paris. Im September 2019 wurde sie als Botschafterin nach Großbritannien entsandt, wo sie Jean-Pierre Jouyet ablöste. Während ihrer Zeit in London vollzog das Land seinen Austritt aus der EU.
Am 25. November 2020 wurde Catherine Colonna vom Ministerrat mit dem Ehrentitel einer ambassadrice de France (Botschafterin Frankreichs) ausgezeichnet. Sie ist neben Sylvie Bermann (2019) und Anne-Marie Descôtes (2020) eine von drei Frauen, denen diese Würde zuteilwurde.
Am 20. Mai 2022 ernannte sie Staatspräsident Emmanuel Macron zur Außenministerin im Kabinett Borne. Dieses Amt hatte sie bis zum Rücktritt das Kabinetts im Januar 2024 inne.

## Colonna-Bericht
Im Februar 2024 wurde Colonna vom UN-Generalsekretär António Guterres ernannt, um eine unabhängige Untersuchungsgruppe zu leiten, die Vorwürfe Israels gegen 12 Mitarbeiter der Hilfswerk der Vereinten Nationen für Palästina-Flüchtlinge im Nahen Osten (UNRWA) während der Attentate beim Terrorangriff der Hamas auf Israel 2023 untersuchte.
Als Ergebnis veröffentlichte die Gruppe am 22. April 2024 den als Colonna-Report bezeichneten Abschlussbericht. Der Bericht mit 54 Seiten bescheinigt den Schulbüchern der UNRWA, dass sie keine antisemitischen Formulierungen enthalten würden und gibt mehrere Empfehlungen ab. Es wurde festgehalten, dass Israel keine Beweise für erhobene Anschuldigungen vorgelegt hat.

## Auszeichnungen
- 2015: Offizier der Ehrenlegion[15] (Ritterin 2005)[16]
- 2010: Offizier des Verdienstordens Ordre national du Mérite[17]
- 2005: Komtur des Verdienstordens Ordre des Arts et des Lettres[18][1][2]
- 2017:  Grande Ufficiale dell’Ordine della Stella d’Italia (Großoffizier des Ordens des Sterns von Italien)[19]